# Папазоглу, Наталья
Наталья Папазоглу (гаг. Natalya Popazoglu, укр. Наталія Папазоглу, род. 11 апреля 1983, Калуш, Ивано-Франковская область) — украинская певица гагаузского происхождения. Принимала участие в 6-м сезоне украинского X-Factor и победила в песенном конкурсе Тюрквидение-2020 с песней «Tikenli yol», представляя Украину.

## Биография
Родилась в 1983 году в украинском городе Калуш в гагаузской семье. Окончила Киевский университет имени Бориса Гринченко.
В 2015 году приняла участие в 6 сезоне украинского шоу X-Factor, заняв четвертое место.
Планировала принять участие в конкурсе «Тюрквидение-2016», который был отменён. 
В 2020 году, несмотря на то, что ей пришлось из-за пандемии COVID-19 проводить конкурс онлайн, что не позволило продемонстрировать все идеи ее команды, она выиграла конкурс Тюрквидение-2020 с песней «Tikenli yol». С победой её поздравил Министр иностранных дел Украины Дмитрий Кулеба.

## Дискография

### Студийный альбом
- 2017 — Не ворог

### Синглы
- 2017 — Відбитки
- 2017 — Добрий ранок, Україно